# Episodi di Perry Mason (terza stagione)
La terza stagione della serie televisiva Perry Mason è andata in onda negli Stati Uniti dal 3 ottobre 1959 all'11 giugno 1960 sulla CBS.
| nº | Titolo originale                    | Titolo italiano           | Prima TV USA     | Prima TV Italia   |
| -- | ----------------------------------- | ------------------------- | ---------------- | ----------------- |
| 1  | The Case of the Spurious Sister     | Due false sorelle         | 3 ottobre 1959   | 22 settembre 1989 |
| 2  | The Case of the Watery Witness      | La villa sul lago         | 10 ottobre 1959  | 25 dicembre 1961  |
| 3  | The Case of the Garrulous Gambler   | L'ultima partita          | 17 ottobre 1959  | 1961              |
| 4  | The Case of the Blushing Pearls     | Le perle rosa             | 24 ottobre 1959  | 1961              |
| 5  | The Case of the Startled Stallion   | Il purosangue             | 31 ottobre 1959  | 7 dicembre 1961   |
| 6  | The Case of Paul Drake's Dilemma    | Il dilemma di Paul Drake  | 14 novembre 1959 | 5 ottobre 1989    |
| 7  | The Case of the Golden Fraud        | La falsa bobina           | 21 novembre 1959 | 26 settembre 1989 |
| 8  | The Case of the Bartered Bikini     | Furto in sartoria         | 5 dicembre 1959  | 4 ottobre 1989    |
| 9  | The Case of the Artful Dodger       | L'imbroglione             | 12 dicembre 1959 | 27 settembre 1993 |
| 10 | The Case of the Lucky Legs          | Gambe fortunate           | 19 dicembre 1959 | 21 settembre 1989 |
| 11 | The Case of the Violent Village     | Il villaggio violento     | 2 gennaio 1960   | 20 settembre 1989 |
| 12 | The Case of the Frantic Flyer       | Un uomo è scomparso       | 9 gennaio 1960   | 1962              |
| 13 | The Case of the Wayward Wife        | ll diario di guerra       | 23 gennaio 1960  | 27 settembre 1989 |
| 14 | The Case of the Prudent Proecutor   | Proiettile nella sabbia   | 30 gennaio 1960  | 1967              |
| 15 | The Case of the Gallant Grafter     | Il ladro galante          | 6 febbraio 1960  | 28 settembre 1989 |
| 16 | The Case of the Wary Wildcatter     | Il petroliere             | 20 febbraio 1960 | 28 settembre 1993 |
| 17 | The Case of the Mythical Monkeys    | Le tre scimmiette         | 27 febbraio 1960 | 18 settembre 1962 |
| 18 | The Case of the Singing Skirt       | L'avvocato è nei guai     | 12 marzo 1960    | 22 marzo 1962     |
| 19 | The Case of the Bashful Burro       | La miniera                | 26 marzo 1960    | 1962              |
| 20 | The Case of the Crying Cherub       | Il cherubino triste       | 9 aprile 1960    | 9 ottobre 1989    |
| 21 | The Case of the Nimble Nephew       | L'enigma della cassaforte | 23 aprile 1960   | 16 luglio 1991    |
| 22 | The Case of the Madcap Modiste      | Moda di primavera         | 30 aprile 1960   | 2 maggio 1963     |
| 23 | The Case of the Slandered Submarine | Corte marziale            | 14 maggio 1960   | 1962              |
| 24 | The Case of the Ominous Outcast     | Il triste caso di Outcast | 21 maggio 1960   | 15 ottobre 1989   |
| 25 | The Case of the Irate Inventor      | Un progetto geniale       | 28 maggio 1960   | 1º febbraio 1992  |
| 26 | The Case of the Flighty Father      | Un padre di troppo        | 11 giugno 1960   | 6 ottobre 1989    |

## Due false sorelle
- Titolo originale: The Case of the Spurious Sister
- Diretto da: Arthur Marks
- Scritto da: Maurice Zimm

### Trama
- Guest star: Michael Fox (medico autoptico), Charles Davis (impiegato dell'hotel), Sam Edwards (cassiere), Nancy Evans (telefonista), Karl Weber (Bruce Chapman), Mary La Roche (Grace Norwood), Marion Marshall (Ginny Hobart), Marianne Stewart (Helen Sprague), Peggy Knudsen (Marie Chapman), James Seay (Ralph Hibberly), Charles Cooper (Greg Evans), Robert Osterloh (Walter Sprague), S. John Launer (giudice), George E. Stone (impiegato di corte)

## La villa sul lago
- Titolo originale: The Case of the Watery Witness
- Diretto da: Richard Kinon
- Scritto da: Jackson Gillis

### Trama
- Guest star: Charles Conrad (giudice), Kathryn Card (Harriet Snow), Pat Moran (impiegato di corte), Ned Glass (sig. Smith), Fay Wray (Lorna Thomas), Douglas Dick (Fred Bushmiller), Malcolm Atterbury (Dennis Briggs), Lester Vail (Tony Raeburn), Dusty Anders (Betty Clark), John Bryant (George Clark), Paul B. Kennedy (stenografo di corte)

## L'ultima partita
- Titolo originale: The Case of the Garrulous Gambler
- Diretto da: Walter Grauman
- Scritto da: Gene Wang

### Trama
- Guest star: Morris Ankrum (giudice), Gordon Wynn (Mike Granger), Irving Steinberg (sergente), Lawrence Green (dottor Victor), Dick Foran (Steve Benton), Paula Raymond (Doris Shackley), Steve Brodie (Ben Wallace), Wynn Pearce (Larry Benton), Tony Travis (Johnny Clay), Victor Sen Yung (Mickey Fong), Anne Barton (Nora Bradley), Robert Nash (Earnshaw)

## Le perle rosa
- Titolo originale: The Case of the Blushing Pearls
- Diretto da: Richard Whorf
- Scritto da: Jonathan Latimer

### Trama
- Guest star: Leah Waggner (cameriera), Bill Walker (guardiano), Jack Carol (tecnico), Tom Wilde (detective), Nobu McCarthy (Mitsuo Kamuri), Christine White (Alice Carson), Benson Fong (Itsubi Nogata), George Takei (Toma Sakai), Steve Terrell (Grove Nichols), Angela Greene (Thelma Nichols), Ralph Dumke (Hudson Nichols), John Gallaudet (giudice municipale), Joe Di Reda (Edgar Beals), Rollin Moriyama (Ito Kamuri), John Barclay (giudice), Martha Wentworth (padrona di casa)

## Il purosangue
- Titolo originale: The Case of the Startled Stallion
- Diretto da: William D. Russell
- Scritto da: Jonathan Latimer

### Trama
- Guest star: Hal Hopper (veterinario), Holly Harris (attrice), George E. Stone (impiegato di corte), Richard Keene (cancelliere), Paul Richards (Earl Mauldin), Elliott Reid (Terry Blanchard), Trevor Bardette (John Brant), Patricia Hardy (Jo Ann Blanchard), Melora Conway (Clara Hammond), Richard Rust (Peter White), Harry Tyler ("Pop" Abbott), Morris Ankrum (giudice), Arthur Hanson (medico legale), John Harmon (specialista impronte digitali), Don Dillaway (Charlie Cass), Howard Hoffman (ministro/sacerdote), Lee Miller (sergente Brice)

## Il dilemma di Paul Drake
- Titolo originale: The Case of Paul Drake's Dilemma
- Diretto da: William D. Russell
- Soggetto di: Al C. Ward

### Trama
- Guest star: William Hughes (poliziotto), James T. Callahan (poliziotto), Anne Bellamy (Margo), George E. Stone (impiegato di corte), Vanessa Brown (Donna Kress), Basil Ruysdael (Henry W. Dameron), Bruce Gordon (Frank Thatcher), Dean Harens (Tad Dameron), Simon Scott (Charles Dameron), Jennifer Howard (Judith (Judith Thatcher), Sheila Bromley (sig.ra Colin), Robert P. Lieb (Joe Marsden), Robert Cornthwaite (Anders), Kenneth R. MacDonald (giudice), Norman Leavitt (addetto balistica), Ralph Moody (Jacob Wiltzy), Robert Bice (soldato detective), Steve Stevens (ragazzo dei giornali)

## La falsa bobina
- Titolo originale: The Case of the Golden Fraud
- Diretto da: Herbert Hirschman
- Soggetto di: Robert C. Dennis

### Trama
- Guest star: Thom Carney (ufficiale), S. John Launer (giudice), Frank Sully (fattorino), Pitt Herbert (medico autoptico), Arthur Franz (Richard Vanaman), Alan Hewitt (Fred Petrie), June Dayton (Frances Vanaman), Neil Hamilton (Henry Noble), Alex Gerry (Hale), Patricia Huston (Doris Petrie), Joyce Meadows (Sylvia Welles), Asa Maynor (Bunny Lee), David Sheiner (Rip Conners), George E. Stone (impiegato di corte)

## Furto in sartoria
- Titolo originale: The Case of the Bartered Bikini
- Diretto da: Arthur Hiller
- Soggetto di: Jackson Gillis e Jerome Ross

### Trama
- Guest star: Pitt Herbert (dottore), Bill Idelson (tecnico della polizia), Don Anderson (avvocato), George E. Stone (impiegato di corte), John Lupton (Wally Dunbar), June Vincent (Madge Wainwright), Rita Lynn (Lisa Ferrand), Terry Huntingdon (Kitty Wynne), Paul Langton (Simon Atley), Stephen Bekassy (Rick Stassi), John Anderson (Bud Ferrand), Vic Rodman (guardiano), Herbert Patterson (Macready), Richard Gaines (giudice), Maura McGiveney (Yvonne), Robert Bice (operativo di Drake), Scotty Morrow (Cal)

## L'imbroglione
- Titolo originale: The Case of the Artful Dodger
- Diretto da: Arthur Marks
- Soggetto di: Robert C. Dennis

### Trama
- Guest star: George E. Stone (impiegato di corte), Kenneth Patterson (tecnico (Fred) (as Ken Patterson), Max Wagner (ufficiale), Terry Loomis (Doris), William Campbell (Allen Sheridan), Patricia Donahue (Joyce Fulton), Lurene Tuttle (Sarette Winslow), Jerome Cowan (Victor Latimore), Peter Leeds (Lou Caporale), Douglas Henderson (Ralph Curtis), Nelson Leigh (giudice), Michael Fox (medico autoptico), Vera Marshe (cameriera), Cosmo Sardo (Maitre De)

## Gambe fortunate
- Titolo originale: The Case of the Lucky Legs
- Diretto da: William D. Russell
- Soggetto di: Robert Bloomfield

### Trama
- Guest star: Renny McEvoy (Emcee), Sid Tomack (impiegato notturno), Arthur Marshall (commesso), Leo Needham (poliziotto), John Archer (J.R. Bradbury), Lisabeth Hush (Marjorie Cluny), Jeanne Cooper (Thelma Bell (Thelma Hill nei crediti), Michael Miller (Bob Doray), Doreen Lang (sig.ra Fields), Douglas Evans (Frank Patton), S. John Launer (giudice), Pitt Herbert (dottor James Latham), Ray Kellogg (George Sanborne), Pat Moran (impiegato di corte)

## Il villaggio violento
- Titolo originale: The Case of the Violent Village
- Diretto da: William D. Russell
- Scritto da: Sam Elkin (soggetto); Sam Elkin e Seeleg Lester (sceneggiatura)

### Trama
- Guest star: Jason Johnson (commesso), Ina Victor (Charlotte Norris), Robert Stephenson (uomo), Frank Hagney (uomo), Barton MacLane (sceriffo Eugene Norris), Ann Rutherford (Judith Thurston), Jacqueline Scott (Kathy Beecher), Ray Hemphill (Phil Beecher), Bart Burns (Norman Thurston), Richard Hale (Robert Tepper), John Dennis (Ward Lewis), Terry Becker (Everett Ransome), Willis Bouchey (giudice), Cecil Weston (stenografo di corte)

## Un uomo è scomparso
- Titolo originale: The Case of the Frantic Flyer
- Diretto da: Arthur Marks
- Scritto da: Robert Bloomfield (soggetto); Robert Bloomfield e Seeleg Lester (sceneggiatura)

### Trama
- Guest star: Jon Lormer (medico autoptico), Richard Gaines (giudice), George E. Stone (impiegato di corte), Joey Faye (esercente motel), Patricia Barry (Janice Atkins), Simon Oakland (Howard Walters), Rebecca Welles (Carol Taylor), James Bell (Zack Davis), Virginia Vincent (Ruth Walters), Ed Kemmer (Roger Porter), Wilton Graff (Wade Taylor), Barry Brooks (Hastings)

## ll diario di guerra
- Titolo originale: The Case of the Wayward Wife
- Diretto da: Walter Grauman
- Scritto da: William O'Farrell

### Trama
- Guest star: George E. Stone (impiegato di corte), Lawrence Green (medico autoptico), Irving Steinberg (tassista), Peter Hayman (Clerk (Bookstore), Marshall Thompson (Arthur Poe), Bethel Leslie (Sylvia Sutton), Frank Maxwell (Harry Scott Wilson), Madlyn Rhue (Marian Ames), Alexander Davion (Gilbert Ames), Richard Shannon (Ben Sutton), I. Stanford Jolley (Alan Kirby), Kenneth R. MacDonald (giudice), Kathleen Mulqueen (sig.ina Croft), Craig Duncan (sergente Townley)

## Proiettile nella sabbia
- Titolo originale: The Case of the Prudent Proecutor
- Diretto da: Robert Ellis Miller
- Scritto da: Jackson Gillis

### Trama
- Guest star: S. John Launer (giudice), Frank Albertson (Duck Hunter), John Alonzo (Guitterez), Ed Stoddard (Hunter), Philip Bourneuf (Asa Culver), J. Pat O'Malley (Jefferson Pike), Barbara Fuller (Joan Leonard), Ruta Lee (Vita Culver), Walter Coy (Denver Leonard), Dabbs Greer (Hal Kirkwood), Dennis Patrick (pubblico ministero), Ron Foster (Fred Pike), Paul B. Kennedy (stenografo di corte)

## Il ladro galante
- Titolo originale: The Case of the Gallant Grafter
- Diretto da: Arthur Marks
- Scritto da: Sy Salkowitz

### Trama
- Guest star: Eve McVeagh (commessa), Henry Hunter (banchiere), Joan Staley (Judith), John Alvin (sportellista della banca), Charles Aidman (Arthur Siddons), Fintan Meyler (Patricia Martin), Herbert Rudley (Edward Nelson), Virginia Chapman (Sylvia Nelson), John Stephenson (Frank Avery), Phillip Terry (Robert Doniger), Charlotte Austin (Norma Williams), Nelson Leigh (giudice), George E. Stone (impiegato di corte)

## Il petroliere
- Titolo originale: The Case of the Wary Wildcatter
- Diretto da: William D. Russell
- Scritto da: Robert Bloomfield

### Trama
- Guest star: Larry J. Blake (ufficiale), Richard Gaines (giudice), George E. Stone (impiegato di corte), Tony De Mario (commerciante), Douglas Kennedy (Lucky Sterling), Barbara Bain (Madelyn Terry), Byron Palmer (Charles Houiston), Lori March (Paula Wallace), King Calder (Floyd Gordon), Harry Jackson (Roger Byrd), Lee Miller (sergente Brice)

## Le tre scimmiette
- Titolo originale: The Case of the Mythical Monkeys
- Diretto da: Gerald Mayer
- Soggetto di: Jonathan Latimer

### Trama
- Guest star: Frances Morris (sig.ina Carlisle), William Boyett (Kelton), Ralph Brooks (capocameriere), Paul Lees (Parking Lot Attendant), Beverly Garland (Mauvis Meade), Lawrence Dobkin (Gregory Dunkirk), Louise Fletcher (Gladys Doyle), Lew Gallo (Richard Gilman), Joan Banks (sig.ra Manley), Norman Fell (Caspar Pedley), John Reach (Dukes Lawton), Nelson Leigh (giudice), Bill Erwin (Morrison Findlay), George E. Stone (impiegato di corte)

## L'avvocato è nei guai
- Titolo originale: The Case of the Singing Skirt
- Diretto da: Arthur Marks
- Soggetto di: Jackson Gillis

### Trama
- Guest star: Michael Fox (medico autoptico), John Harmon (Frank Wilton), Ken Walken (Parking Lot Attendant), Harry Fleer (Detecetive), Joan O'Brien (Betty Roberts), Henry Lascoe (George Anclitas), Allison Hayes (Sadie Bradford), H. M. Wynant (Wilton (Slim) Marcus), Jeanne Moody (Vivian Ennis), Fredd Wayne (William Gowrie), Chris Warfield (Manning Ennis), Robert Williams, Richard Gaines (giudice), Stafford Repp (Frederick Halstead), Byron Morrow (Thomas Ranger), George E. Stone (impiegato di corte)

## La miniera
- Titolo originale: The Case of the Bashful Burro
- Diretto da: Robert Ellis Miller
- Scritto da: Jonathan Latimer

### Trama
- Guest star: Stephen Courtleigh (Ballistics Expert), Jack Orrison (medico legale's Physician), Joan Elliott (Button Salesgirl), Mike Mason (cowboy), Ray Stricklyn (Gerald Norton), Elisabeth Fraser (Hazel Bascombe), George Mitchell (Amos Catledge), Sue George (Sally Norton), Ben Wright (Crawford Wright), Charles Bateman (Roy Dowson), Hugh Sanders (Ken Bascombe), Wendell Holmes (Distract Attorney Williams), John Pickard (sceriffo Keller), Lewis Martin (giudice), Kay E. Kuter (vice), Tony Michaels (cameriere)

## Il cherubino triste
- Titolo originale: The Case of the Crying Cherub
- Diretto da: William D. Russell
- Scritto da: Jonathan Latimer

### Trama
- Guest star: John Perrin Flynn (Bidder), Patrick Waltz (poliziotto), Helene Heigh (Club Woman), Mary Benoit (Bidder), Joe Maross (David Lambert), Tom Drake (Richard Harkens), Abraham Sofaer (Sylvester Robey), Mala Powers (June Sinclair), David Lewis (vice D.A. Mark Hanson), Kathryn Givney (Amelia Harkens), Carmen Phillips (Lisa Carson Lambert), Tom McBride (Thomas Clark), Richard Gaines (giudice), Isabel Randolph (sig.ra Vandercord), Elvia Allman (sig.ra Forbes), Elizabeth Harrower (donna Artist), Lee Miller (sergente Brice), George E. Stone (impiegato di corte)

## L'enigma della cassaforte
- Titolo originale: The Case of the Nimble Nephew
- Diretto da: Richard Kinon
- Scritto da: Sy Salkowitz (soggetto); Sy Salkowitz e Seeleg Lester (sceneggiatura)

### Trama
- Guest star: Michael Fox (medico autoptico), Warren Frost (tecnico), Ted Stanhope (Realtor), Sam Flint (banchiere), Robert Gist (vice D.A. Claude Drumm), William H. Wright (Adam Thompson), Carl Benton Reid (Victor Logan), Bert Convy (Harry Thompson), Crahan Denton (Frank Jarrett), Linda Leighton (Ellen Foster), Myrna Fahey (Lydia Logan), S. John Launer (giudice), Joel Lawrence (Elliott Carter), George E. Stone (impiegato di corte)

## Moda di primavera
- Titolo originale: The Case of the Madcap Modiste
- Diretto da: William D. Russell
- Scritto da: Harold Swanton

### Trama
- Guest star: George E. Stone (impiegato di corte), Morris Ankrum (giudice), Annabelle George (Model), Lee Miller (sergente Brice), John Conte (Charles Pierce), Marie Windsor (Flavia Pierce), Les Tremayne (vice D.A. Stewart Linn), Leslie Parrish (Hope Sutherland), David White (Henry De Garmo), Robert Ellenstein (esaminatore medico), Dorothy Neumann (Leona Durant), Edward Mallory (George Halliday), Truman Bradley (narratore), Patricia Olson (Model)

## Corte marziale
- Titolo originale: The Case of the Slandered Submarine
- Diretto da: Arthur Marks
- Scritto da: Samuel Newman

### Trama
- Guest star: Raoul De Leon (Julio Remarto), Herb Vigran (Ernest Pritchard), Dick Geary (O.N.I. Officer), Freeman Lusk (capitano Horton), Hugh Marlowe (comandante James Page), Robert F. Simon (Anthony Beldon), Jack Ging (Robert Chapman), Mort Mills (Barry Scott), Robert H. Harris (Gordon Russell), Edward Platt (comandante Driscoll), Russ Conway (comandante Jerome Burke), Robert Brubaker (Lou Hansford), Ann Robinson (Vivian Page), Stephen Chase (comandante Foyle), William Tannen (tenente comandante Matt Stewart), Joseph Corey (Johnny Larkin), Tom Palmer (comandante Reynolds), Dean Casey (guardia)

## Il triste caso di Outcast
- Titolo originale: The Case of the Ominous Outcast
- Diretto da: Arthur Hiller
- Scritto da: Jackson Gillis

### Trama
- Guest star: Willis Bouchey (giudice), Henry Norell (Frederick Bell), David McMahon (barista), Jack Holland (medico autoptico), Robert Emhardt (J.J. Flaherty), Jeremy Slate (Bob Lansing), Margaret Hayes (Vivian Bell), Denver Pyle (Tom Quincy), Walter Burke (James Blackburn), Irene Tedrow (Amy Douglas), Claude Stroud (Jeff Douglas), Mary Eastman (segretaria)

## Un progetto geniale
- Titolo originale: The Case of the Irate Inventor
- Diretto da: Gerald Mayer
- Scritto da: Marianne Mosner e Francis Rosenwald

### Trama
- Guest star: Kenneth R. MacDonald (giudice), Barry Cahill (sergente M. Quimby), Arthur Peterson (Sorrell), Gertrude Flynn (sig.ra Nichols), Thomas Coley (James Frazer), Kasey Rogers (Lois Langley), Ken Lynch (Robert Hayden), Manning Ross (Calvin Boone), CeCe Whitney (Thelma Frazer), Douglas Odney (Arthur Hayden), George E. Stone (impiegato di corte)

## Un padre di troppo
- Titolo originale: The Case of the Flighty Father
- Diretto da: William D. Russell
- Scritto da: Jackson Gillis

### Trama
- Guest star: Betty Farrington (governante), Arthur Hanson (medico autoptico), Paul B. Kennedy (stenografo di corte), Gail Bonney (cameriera), Anne Benton (Trudy Holbrook), Hayden Rorke (Jay Holbrook), Francis X. Bushman (Lawrence King), Henry Beckman (David), William Allyn (Wally Harper), Berry Kroeger (Donald J. Evanson), Francis DeSales (Holbrook), Dan Riss (Peter Sample), Grandon Rhodes (giudice), Tom Fadden (Gus Nickels), George E. Stone (impiegato di corte)